# Berit Skogsberg
Karin Berit Elvy Skogsberg, född Gund 18 januari 1936 i Fryksände socken, död 1 oktober 2019 i Farsta församling i Stockholm, var en svensk översättare och bokförläggare.
Berit Skogsberg växte upp i en liten by i norra Värmland. Hon tog realexamen i Torsby och fortsatte sedan med studentexamen i Karlstad år 1956. Därefter studerade hon nordiska språk, engelska och litteraturhistoria vid Uppsala universitet och blev filosofie magister i januari 1962. Hennes första översättning utkom 1959 och hon var aktiv ända fram till 2018, då hennes sista översättning utkom.  Hon har översatt från engelska och norska och (i mindre utsträckning) från danska och tyska. Hon började med ungdomsböcker och deckare men breddade efterhand sitt register. Totalt översatte hon runt 100 titlar.
Parallellt med översättandet verkade Berit Skogsberg som förlagsredaktör på LTs förlag, Askild & Kärnekull och Prisma samt som förlagschef på En bok för alla från början av 90-talet fram till sin pensionering år 2001. Tanken bakom En bok för alla var att göra kvalitetslitteratur tillgänglig för allmänheten till ett lågt pris.  Hon var ansvarig utgivare för tidskriften Lyrikvännen 1994–1999. Efter sin pensionering var Berit Skogsberg aktiv i föreningarna Liv i Sverige, EWK-sällskapet och Helga Henschens Vänner, som hon var med och grundade 2004. 
Hon var under en period gift med filmregissören Ingvar Skogsberg, även han verksam som översättare. Från 1971 och fram till hans död 1995 levde hon tillsammans med den finlandssvenske poeten Ralf Parland. 

## Översättningar (urval)
- Ditha Holesch: Bento, den svarta hingsten (Der schwarze Hengst Bento) (B. Wahlström, 1959)
- Frank Norman: Pang i bygget (Bang to rights) (översatt tillsammans med Ingvar Skogsberg) (Cavefors, 1960)
- Bram Stoker: Dracula (Dracula) (AWE/Geber, 1967)
- Gail Godwin: Kvinna ensam (The odd woman) (Trevi, 1976)
- Sylvia Plath: Brev hem: i urval: korrespondens 1955-1963 (Letters home: correspondence 1950-1963) (Trevi, 1977)
- Tove Ditlevsen: En sibyllas bekännelser (En sibylles bekendelser) (Rabén & Sjögren, 1977)
- Joanne Greenberg: Svåra brott och små förseelser (High crimes and misdemeanors) (Askild & Kärnekull, 1980)
- Gabriele Wohmann: Så bra att ingen vet (Ach wie gut, dass niemand weiss) (Atlantis, 1982)
- Susan Sontag: AIDS och dess metaforer (AIDS and its metaphors) (Bromberg, 1988)
- Norbert Elias: Civilisationsteori. D. 1, Sedernas historia (Wandlungen des Verhaltens in den weltlichen Oberschichten des Abendlandes) (Atlantis, 1989)
- Ted Hughes: Järnmannen : en berättelse i fem nätter (The iron man) (En bok för alla, 1994)
- Angelica Garnett: I all välmening : en barndom i Bloomsbury (Deceived with kindness) (Grate, 2003)
- Hugo Hamilton: De spräckliga: en irländsk barndom (The speckled people) (Grate, 2011)
- Edith Pearlman: Kikarseende: noveller (Binocular vision) (Grate, 2014)
- Hugo Hamilton: Sjömannen i garderoben (The sailor in the wardrobe) (Grate, 2018)